# Bogusław Zych
Bogusław Zych (ur. 10 grudnia 1951 w Warszawie, zm. 3 kwietnia 1995 w Naprawie koło Rabki) – polski szermierz, brązowy medalista olimpijski i mistrz świata, specjalista floretu.

## Życiorys

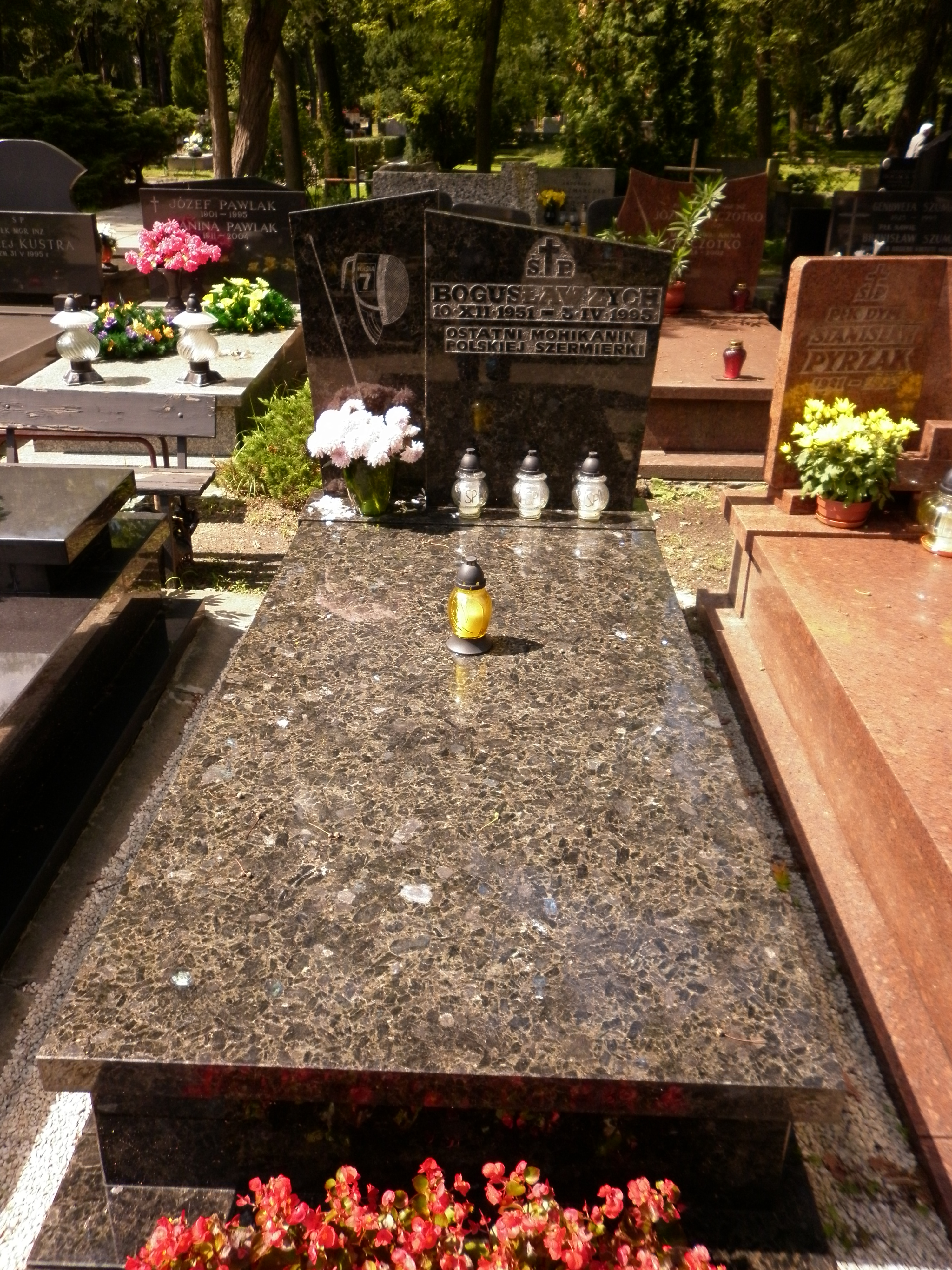
Grób Bogusława Zycha

Drużynowy złoty medalista mistrzostw świata w Hamburgu w 1978. Na igrzyskach olimpijskich Moskwie w 1980 wraz z Lechem Koziejowskim, Adamem Robakiem i Marianem Sypniewskim wywalczył brązowy medal w konkursie drużynowym, wygrywając w meczu o 3. miejsce z ekipą NRD. Na igrzyskach w Seulu w 1988 wziął udział zarówno w turnieju drużynowym we florecie oraz szpadzie. W swojej koronnej broni zajął piąte miejsce, a w szpadzie dziesiąty.
Zdobył również brązowy medal w turnieju indywidualnym na mistrzostwach Europy w Wiedniu w 1991 roku.
Po zakończeniu kariery zawodniczej został trenerem.
3 kwietnia 1995 zginął tragicznie w wypadku samochodowym w Naprawie. Pochowany na cmentarzu Powązki Wojskowe w Warszawie (kwatera G-2b=55).